# C-Wert-Paradoxon
Das C-Wert-Paradoxon beschreibt die Beobachtung, dass der Chromatingehalt eukaryotischer Genome nicht mit der Komplexität des jeweiligen Organismus und nicht mit der Anzahl der Gene, über die ein Organismus verfügt, korreliert. Der C-Wert ist in der Genetik ein Maß für die Gesamtmenge an DNA in einem haploiden Genom. 
Den höchsten Chromatingehalt (die größten Genome) findet man bei den Tieren zum Beispiel nicht unter den Vögeln oder Säugetieren, sondern bei Amphibien, die als weniger komplex angesehen werden. Die größten bisher gefundenen Genome überhaupt haben Pflanzen, und zwar Lilienartige.
Die wichtigste Ursache hierfür ist der hohe Anteil nichtcodierender DNA in eukaryotischen Genomen. Den größten Anteil machen repetitive Sequenzen und Satelliten-DNA aus. Aber auch Introns und inaktivierte Retroviren tragen hierzu bei.
Bei Prokaryoten sind Introns sowie nichtcodierende DNA-Sequenzen ausgesprochen selten. Daher lässt sich aus der Genomgröße die Anzahl der Gene hier ungefähr abschätzen: Die durchschnittliche Größe eines bakteriellen Gens beträgt 1 kb. Die Genomgröße geteilt durch 1000 ergibt damit in etwa die Anzahl der Gene eines Bakteriums oder Archaeons.